# Matanza
Matanza é um município da Espanha na província de León, comunidade autónoma de Castela e Leão, de área 53,46 km² com população de 270 habitantes (2007) e densidade populacional de 4,83 hab/km².

## Demografia
| Variação demográfica do município entre 1991 e 2004 | Variação demográfica do município entre 1991 e 2004 | Variação demográfica do município entre 1991 e 2004 | Variação demográfica do município entre 1991 e 2004 |
| --------------------------------------------------- | --------------------------------------------------- | --------------------------------------------------- | --------------------------------------------------- |
| 1991                                                | 1996                                                | 2001                                                | 2004                                                |
| 417                                                 | 333                                                 | 286                                                 | 258                                                 |